# Крижине
Крижине (итал. Crisine) је насељено место у Републици Хрватској у Истарској жупанији. Административно је у саставу града Умага.

## Становништво
Према последњем попису становништва из 2011. године у насељу Крижине живеlo је 190 становника у 75 домаћинства.
Кретање броја становника по пописима 1857—2001.
| година пописа  | 1857. | 1869. | 1880. | 1890. | 1900. | 1910. | 1921. | 1931. | 1948. | 1953. | 1961. | 1971. | 1981. | 1991. | 2001. | 2011. |
| бр. становника | 0     | 0     | 0     | 0     | 17    | 32    | 0     | 0     | 41    | 37    | 40    | 39    | 0     | 0     | 200   | 190   |

Напомена:У 2001. настало издвајањем из насеља Ловречица у којем су подаци садржани од 1857. до 1890., 1921., 1931., 1981. i 1991.
.